# Saint-Cyr-en-Bourg
Saint-Cyr-en-Bourg là một xã thuộc tỉnh Maine-et-Loire trong vùng Pays de la Loire phía tây nước Pháp. Xã này nằm ở khu vực có độ cao trung bình 51 mét trên mực nước biển.